# Formica rufa
La formica rossa (Formica rufa Linnaeus, 1758) è una formica diffusa nell'emisfero boreale.

## Descrizione
Dotata di livrea rosso ruggine, addome, zampe ed antenne di colorazione bruna, questa specie è priva di pungiglione, ma è capace di lanciare potenti getti di acido formico prodotto da un apparato addominale anche a 30 cm di distanza. Lunga fino a 8-10 millimetri, è dotata di grandi mandibole.

## Biologia
La formica rossa è un insetto diffusamente poligino e spesso, subito dopo la fecondazione, riammette le regine nella colonia madre con l'effetto di produrre vecchi nidi con una fitta rete di gallerie e oltre un centinaio di femmine fecondate, poiché esse non possono sopravvivere al di fuori di un formicaio già avviato.
Nuove colonie possono crearsi quando una colonia ha un certo numero di esemplari: la colonia si divide in più sottosciami o sciami secondari, che se abbastanza grandi si dividono a loro volta in sciami terziari e molto più raramente in sciami quaternari; ogni sciame dà poi origine ad un nuovo formicaio del tutto autonomo che crescerà anch'esso di numero e produrrà femmine fertili e maschi a tempo debito.
Difende con aggressività il territorio e spesso attacca altre specie di formiche presenti nella zona del proprio dominio per eliminarle. I voli nuziali hanno luogo durante la primavera e spesso coincidono con dure battaglie fra colonie vicine per la riorganizzazione dei confini territoriali.
Questa specie può anche far nascere nidi con il meccanismo del parassitismo sociale temporaneo: a ospitare le formiche rosse sono in genere specie del gruppo Formica fusca, in particolare la Formica fusca e la Formica lemani. Sono anche state trovate colonie nascenti di Formica rufa nei nidi di Formica glebaria, di Formica cunicularia e di altre specie, anche del genere Lasius.

### Alimentazione
La formica si nutre comunemente di invertebrati trovati intorno al nido e in particolare di afidi trovati sugli alberi, sebbene sia anche un vorace saprofago. Diffusa nei boschi europei di conifere, soprattutto di abeti e larici, costruisce nidi giganteschi, alti sino a 2 metri, che vengono trapiantati anche in altri boschi per la lotta contro gli insetti dannosi. Si stima che in una sola stagione i membri di un solo formicaio siano in grado di distruggere anche 5 milioni di insetti, fra cui un grande numero di bruchi dannosi. I formicai si rinvengono in genere nelle aree di bosco meno fitto, dove possono essere raggiunti dai raggi del sole.

## Distribuzione e habitat
Oltre che in Italia, la formica rossa è diffusa in Austria, Belgio, Bielorussia, Bulgaria, Danimarca, Estonia, Finlandia, Francia, Germania, Lettonia, Lituania, Lussemburgo, Moldavia, Montenegro, Norvegia, Paesi Bassi, Polonia, Regno Unito, Repubblica Ceca, Romania, Russia, Serbia, Slovacchia, Spagna, Svezia, Svizzera, Ucraina, Ungheria e Uzbekistan.

## Conservazione
La specie è inclusa nella Lista rossa IUCN ed è classificata come specie prossima alla minaccia di estinzione (Near Threatened).